# Курако Михайло Костянтинович
Михайло Костянтинович Курако (* 23 вересня 1872 — † 8 лютого 1920) —  металург, засновник вітчизняної школи доменників.
Принципово вдосконалив доменну піч і технологію доменного процесу.

## Шлях майстра

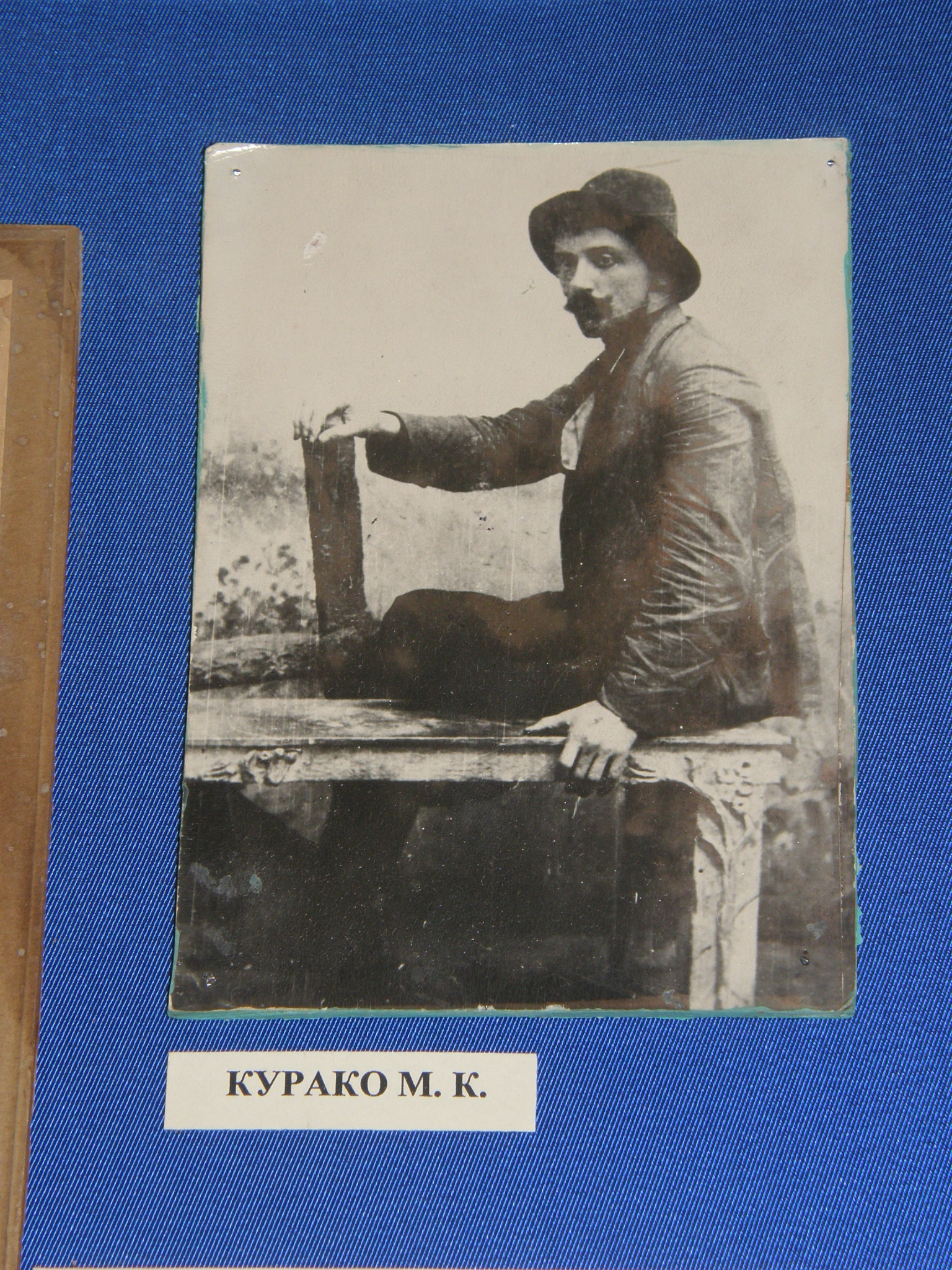
Фото з музею м. Донецьк

Михайло Курако виріс у сільській резиденції свого діда, генерала у відставці Арцимовича, в провінції Могильов, неподалік села Козельє. Батько Михайла також був військовим, брав участь у Кримській війні. Дід мріяв і про військову кар'єру онука, тому, освіту Михайло отримав у Полоцькому кадетському корпусі у Вітебську. 
У 1890 році Курако розпочав свою роботу в Катеринославі на доменній печі південноросійської Олександрівської металургійної компанії Брянського акціонерного товариства (зараз  — Дніпровський металургійний завод). Спочатку він працював фізично  — возив вагонетки вагою 1000 кг руди, потім носив проби заліза для аналізу як пробовідбірник. Врешті-решт став помічником майстра з плавки. 
У 1892 році він переїхав на чавунний комбінат «Гданцівка» у Херсонській окрузі, де став майстром в 1896 році. У 1898 році він переїхав до Маріуполя на завод, де в 1900 році став старшим майстром на зміну американцю Джуліану Кеннеді. Курако самотужки, опанував курси з фізики та хімії, вивчив англійську мову, французьку знав раніше.

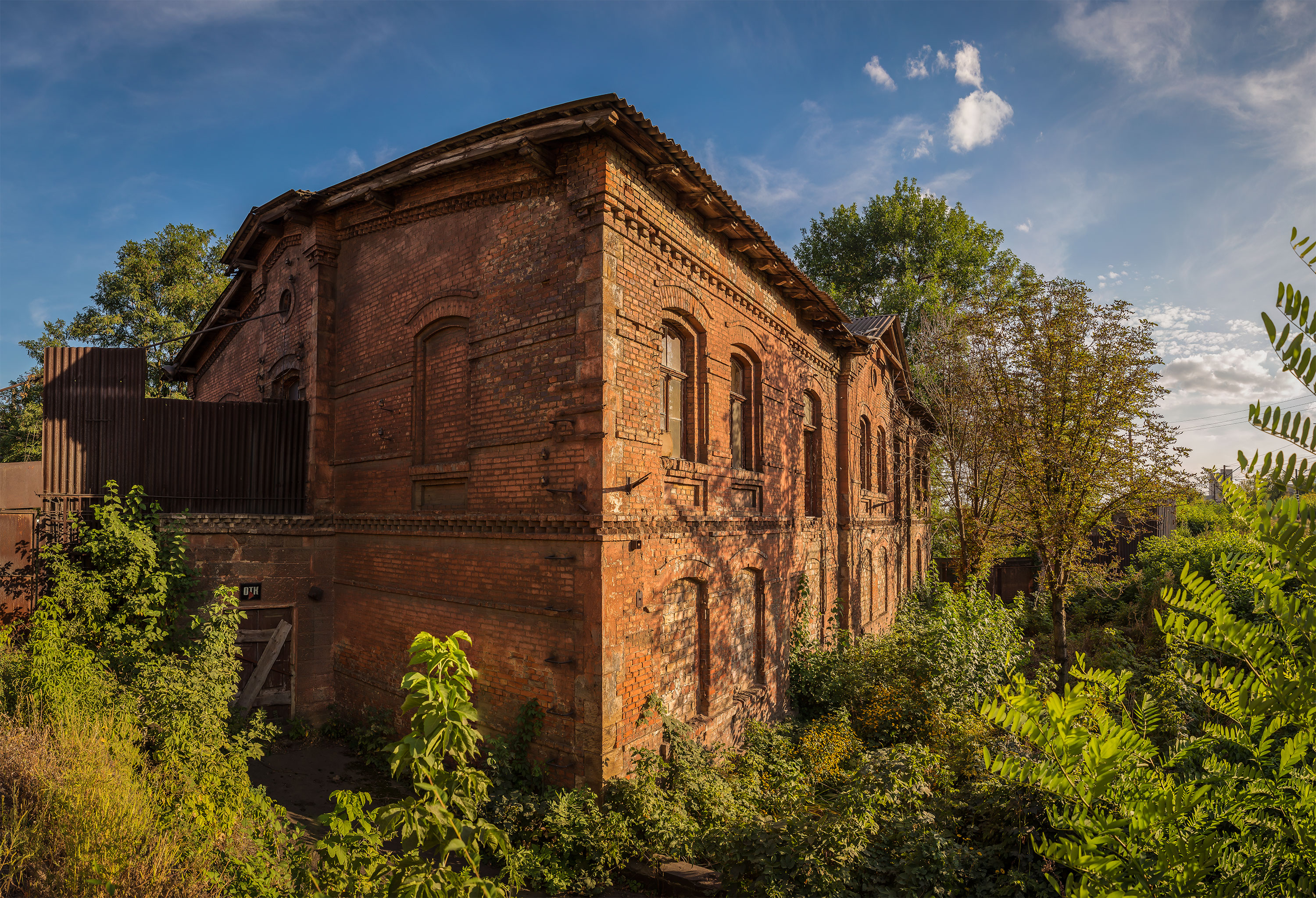
будинок Курако в Краматорську

У 1903 р. Михайло Курако став начальником доменного цеху Краматорського металургійного заводу. Він став одним з перших місцевих спеціалістів в Російській імперії. Приблизно в цей час він почав конструювати власні доменні печі. 

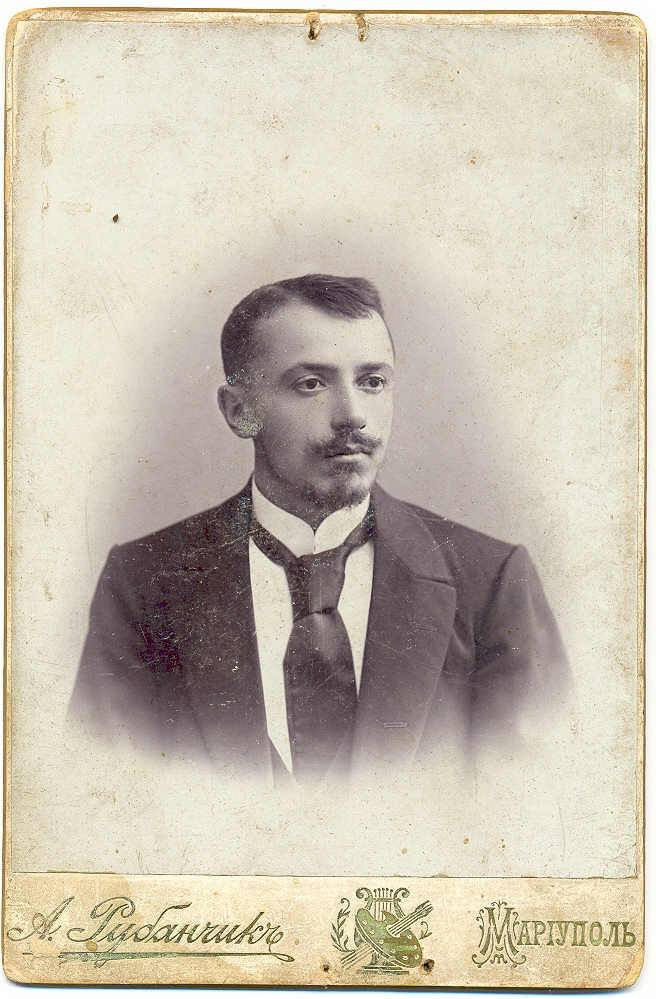
Михайло Курако. Маріуполь

Брав участь у революційних подіях 1905 року, через що був висланий до Вологодського намісництва. У 1908 році зміг повернутись на Донбас та стати помічником на доменній печі Донецького металургійного заводу, а в 1913 році здобув посаду начальника доменної печі.

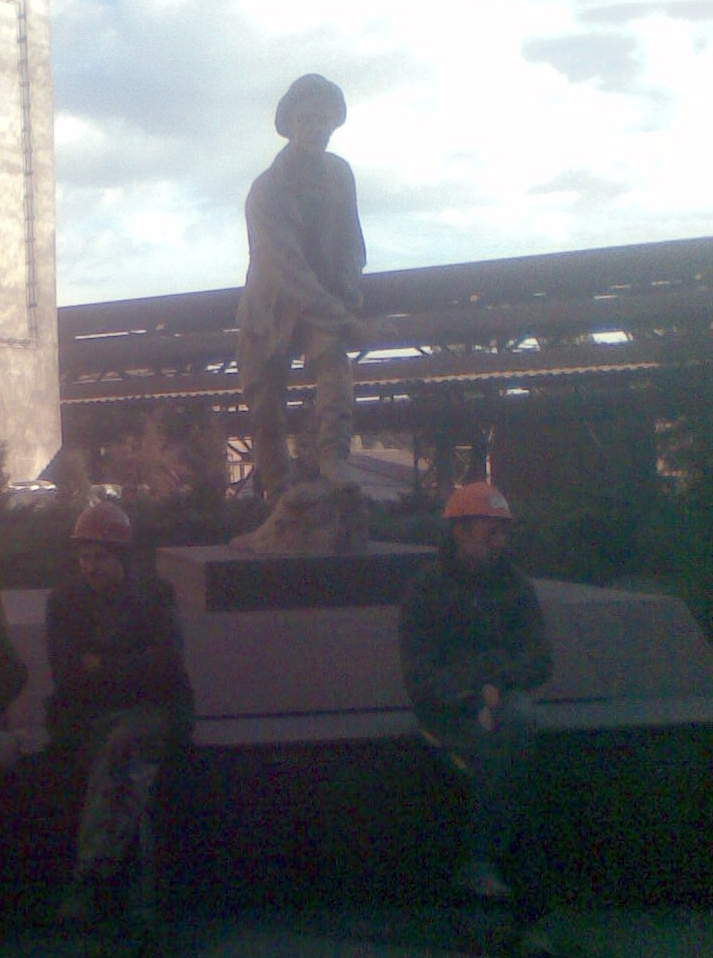
м. Єнакієво

У 1913 році перейшов на Єнакіївський металургійний завод на посаду начальника доменної печі. У 1916 році повернувся на Донецький металургійний завод. Тут він заснував середню школу, Академію Курако, з якої вийшли важливі інженери та вчені, зокрема Іван Бардін та Г. Й. Касарновський. 
У 1917 році отримав пропозицію від франко-бельгійського товариства "Копікуз" (Кузнецькі камяновугольні копі) спроектувати та побудувати  металургійний завод в Кузбаському басейні Сибіру. Це дало йому можливість побудувати першу в Росії повністю механізовану доменну піч. 
У 1918 році він почав писати книгу про будівництво доменної печі, яка була видана в м. Єнакієво після його смерті.
 

Під час чергової поїздки до Кузнецьку  захворів на черевний тиф, від якого помер 8 лютого 1920 року. Кузнецький металургійний комбінат, проектування якого почав Михайло Курако, був побудований в 1929–1936 роках під керівництвом його студента та колеги Івана Бардіна.

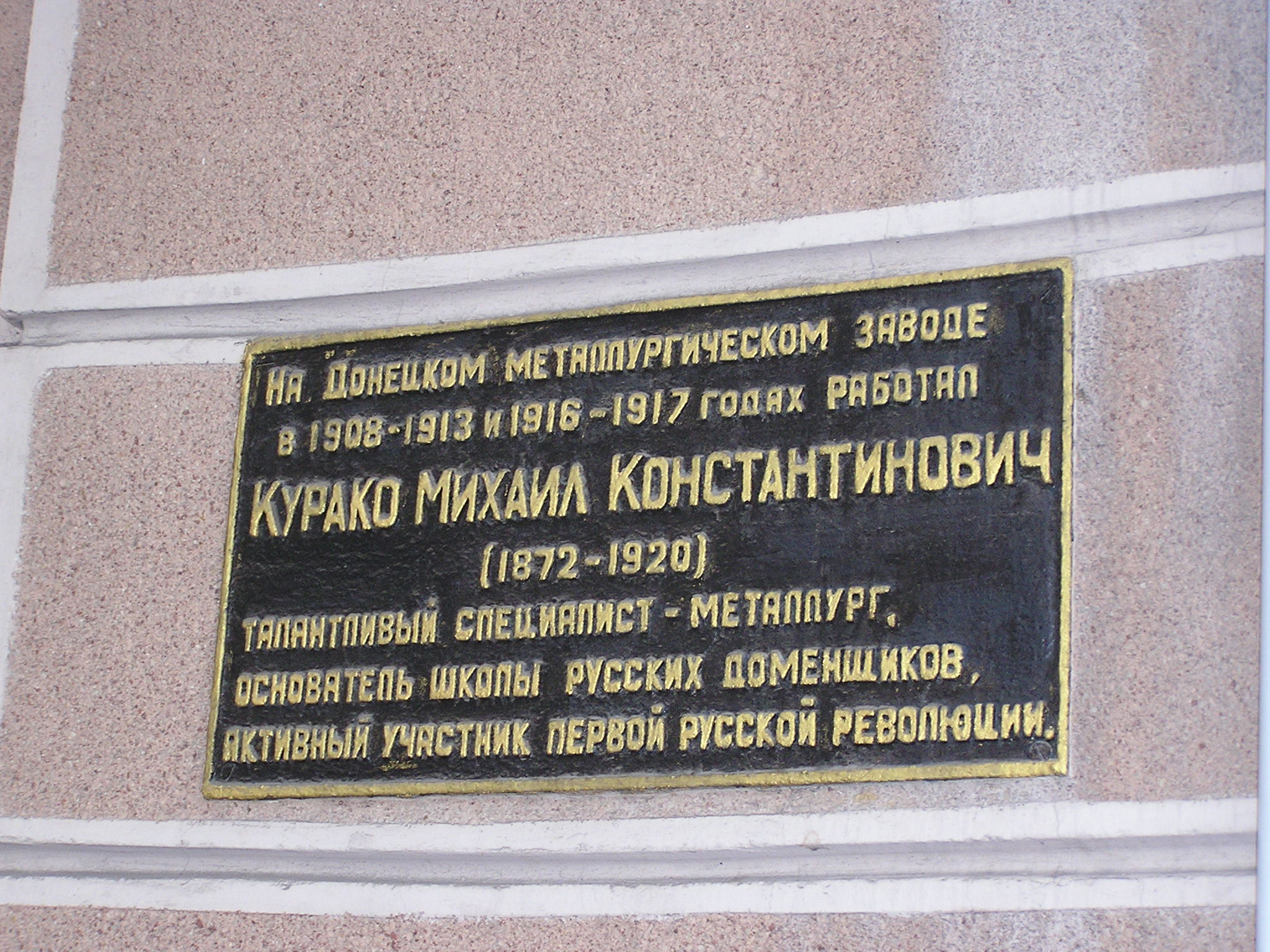
Меморіальна дошка на Будинку техніки в м. Донецьк

Іменем Михайла Курако названо вулиці в Донецьку, Єнакієво, Краматорську, Маріуполі, Кривому Розі та деяких міста Російської Федерації. Його пам'ятник встановлено перед доменною піччю Єнакіївського металургійного комбінату.

## Діяльність
- Сконструював і побудував на одній з печей Краматорського заводу перший у Російській імперії механічний скіповий підйомник для завантаження шихти;
- Сконструював оригінальну конструкцію горна, яка і нині застосовується на доменних печах;
- Удосконалив фурмений прилад для подачі дуття;
- Увів 4 стандартні марки фасонної вогнетривкої цегли, що дозволило вдвічі скоротити тривалість капітальних ремонтів печей;
- З 1909 до 1913 працював на Юзівському металургійному заводі, де створив школу доменників — «куракинську академію».